# Stadhuis van Lokeren
Het Stadhuis van Lokeren stamt uit de 18e eeuw en staat op de hoek van de Markt en Groentemarkt in de Oost-Vlaamse stad Lokeren.

## Geschiedenis
Het nieuwe stadhuis van Lokeren werd gepland door de schepenen in 1760 als vervanging van het oude stadhuis, dat dateerde uit de 16e eeuw. Helaas zijn tekeningen en schetsen van het oude stadhuis zeldzaam vanwege hun ouderdom en beperkte beschikbaarheid. Het oorspronkelijke stadhuis zou zijn afgebrand tijdens de invallen van garnizoenen uit Dendermonde en Gent.
Uiteindelijk werd architect David 't Kindt belast met het ontwerpen van het nieuwe stadhuis. Het gebouw onderging een grondige renovatie in de jaren 1920, onder leiding van schepen Henri De Vreese, die tevens beheerder was van Openbare Werken.